# Incorporation (linguistique)
Pour les articles homonymes, voir Incorporation.
L’incorporation est un phénomène par lequel un mot, habituellement un verbe, forme un mot composé avec, par exemple, son complément d'objet direct, tout en conservant sa fonction syntaxique originale.
L’incorporation est importante dans de nombreuses langues polysynthétiques, notamment en Amérique du Nord et en Sibérie, mais une langue peut être polysynthétique sans utiliser l’incorporation.
On trouve ce phénomène dans certaines langues d'Europe, comme le catalan, de façon résiduelle et dans quelques langues sino-tibétaines, comme le japhug.

## Incorporation d'un nom
L'incorporation nominale est l'ajout d'un nominal à un verbe pour former un verbe complexe. Il y a quatre types de l'incorporation nominale :

### Composition
Un verbe qui s'incorpore à son objet direct donne un verbe composé intransitif. Par exemple, le verbe anglais sit et son objet direct baby font ensemble le verbe composé to babysit.

### Verbe transitif
Les verbes transitifs sont incorporés avec les objets, qui donne un autre verbe transitif. Par exemple, l'expression anglaise I washed his face devient, par incorporation, I face-washed him. Le complément d'objet direct his face devient him.

### Utilisation d'un pronom
On remplace le complément d'objet direct avec un pronom, ce qui s'appelle la manipulation de la structure du discours. Un nom dans la phrase est remplacé par un pronom : Je bois des boissons alcoolisées devient, par incorporation, Je les bois.

### Classificatoire
Dans ce type d'incorporation, le nom est plus vague, et le verbe ne donne que la catégorie du nom. Par exemple, dans la phrase Je veux un chien, le verbe correspond à l'objet direct, chien, qui n'est qu'une catégorie.